# Ryohei Shirasaki
Ryohei Shirasaki (født 18. maj 1993) er en japansk fodboldspiller, som spiller for den japanske fodboldklub Kashima Antlers.